# Красный Октябрь (Бежецкий район)
Кра́сный Октя́брь — деревня в Бежецком районе Тверской области. Входит в состав Фралёвского сельского поселения.

## География
Деревня находится на расстоянии 14 км к северо-западу от города Бежецк, административного центра района.

### Часовой пояс
Деревня Красный Октябрь, как и вся Тверская область, находится в часовой зоне МСК (московское время). Смещение применяемого времени относительно UTC составляет +3:00.

## История
Основана в начале XX века. В 1996 году в деревне насчитывалось 6 хозяйств и 8 жителей.

## Население
| 2008 | 2010 |
| ---- | ---- |
| 4    | ↘1   |